# Château de la Commaraine
Le château de la Commaraine est un des trois châteaux situés à Pommard (Côte-d'Or) en Bourgogne-Franche-Comté .

## Localisation
Le château est situé en village au 24 Grande rue.

## Historique
Le château fort de la Commaraine, construit en 1112 par le duc Eudes, est donné en 1193 à Jean de Pommard par Eudes III. Passé par mariage à la famille de Saulx en 1376[réf. souhaitée], il est reconstruit à partir de 1610, plus d'un siècle avant que Vincent Micault puis la famille Marey-Monge ne bâtissent chacune le leur au sud du village.

## Architecture
Le château est un édifice en U avec tours dans chaque angle. Les bâtiments nord-ouest et nord-est sont à deux étages dont un de comble. On accède au premier par un escalier à deux montées divergentes. Le bâtiment sud-est est de plain-pied. Les toits sont à longs-pans et couverts de tuiles plates. Les tours sont carrées et comprennent deux étages carrés avec toit à croupes de tuiles plates. Dans l'angle nord-est une tour carrée de deux étages et une ronde avec un seul, toutes deux ouvertes de toits en pavillon de tuiles plates.